# Blodwen
Pour l'opéra gallois, voir Blodwen (Opéra).
La Blodwen est une vedette de la subdivision des Phares et balises du Finistère qui avait pour mission initiale de ravitailler et de relever les phares d'Ar-Men, de la Vieille, de la Jument, des Pierres Noires et du Four avant leur automatisation. C'est elle qui assurait aussi le relève de Kéréon, le dernier phare en mer de Bretagne à avoir été automatisé, en 2004.
Elle a été construite au chantier Pichavant de Pont-l'Abbé en 1981.
Les relèves étaient assurées grâce à l'usage du cartahu.
Actuellement, elle s'occupe des ravitaillements et amène les agents de la subdivision sur les phares et autres ESM en mer pour les entretiens et maintenances.
À la suite d'une fortune de mer (coque crevée sur bâbord avant), la vedette a été jugée irréparable.